# Olivier Barlet
Olivier Barlet es un periodista francés, traductor, crítico de cine e investigador sobre el cine africano y las diásporas (mundos negro y árabe, interculturalidad).

## Biografía
Olivier Barlet nació en París el 4 de octubre de 1952. Se graduó en 1976 en la ESCP-EAP (alternando estudios en París, Londres y Düsseldorf). Inicialmente animador rural de la asociación DECOR, enseñó traducción e interpretación en Múnich de 1985 a 1990, y luego se convirtió en agente literario y tradujo numerosos libros sobre África y autores africanos del alemán y el inglés. 
Miembro del Sindicato francés de la crítica cinematográfica, ha escrito sobre el cine en los mensuales Africa internacional, África-Asia y Continental así como en la "Lettre des musiques et des arts africains", antes de fundar la revista Africultures con algunos colegas en noviembre de 1997, de la que fue redactor jefe de 1997 a 2004, y en la que publicó cerca de 1800 artículos sobre el cine africano. También ha escrito las páginas de cine de la revista Afriscope (2007-2017).
Dirigió la asociación Africultures desde 1997 hasta 2014, hasta que dio el relevo a un equipo más joven, aunque siguió siendo director de publicaciones. Ya sea como presidente o como redactor jefe, ha intervenido en el debate público, sobre todo en relación con los zoológicos humanos, la conmemoración de la abolición de la esclavitud, el movimiento intelectual o las cuestiones de inmigración.
Para el crítico Jean-Michel Frodon, Olivier Barlet es "sin duda el mejor conocedor francés (y por tanto europeo) del cine africano". Sus libros, traducidos en varios idiomas, hacen efectivamente referencia.
Publicado en 1996, Les Cinémas d’Afrique noria: le regar en question, obtuvo en 1997 el Prix Art et Essai del Centro nacional de Cinematografía. Por su título, sugiere abandonar la expresión “cine africano”, que considera que confina estas cinematografías plurales a un solo género. “Ilumina al lector sobre estos cines sin invitarle a una fascinación dramática por los temas que explotan”, indica Gustave Boulou de B’béri. Porque, como señala Christiane Passevant, “la percepción del cine africano por parte de los occidentales se resume en el cuestionamiento de la mirada”.
Olivier Barlet publicó en 2012 un libro sobre el periodo 1996-2011: Les Cinémas d’Afrique des années 2000: perspectives critiques, en el que se propone “repensar el discurso crítico sobre el cine africano”, y “formular nuevas bases para la crítica del cine africano”. Según Pierre Barrot, analiza “tres grandes tendencias de la última década: la irrupción de cineastas de origen inmigrante, el retroceso de los tabúes históricos y la afirmación de la mujer”.
En 2004 participó en la creación de la Federación africana de críticos cinematográficos en Túnez, de la que fue tesorero hasta 2009, y ha dirigido decenas de talleres de crítica para periodistas en varios países africanos.
Continúa publicando reseñas, análisis y entrevistas en el sitio web africultures.com, frecuentemente traducidas al inglés en la revista estadounidense Black Camera, así como en numerosas revistas y libros internacionales. Con el sitio web afrimages.net, publica análisis de películas africanas junto con académicos y críticos.
De 1992 a 2018, dirigió junto con Sylvie Chalaye la colección Images plurielles (cine y teatro) en Ediciones L'Harmattan, en París.
Desde su creación en 2002, también ha participado en la programación y animación del Festival des cinemas d’Afrique en pays d’Apt. Asimismo, es programador de la plataforma de documentales de creación Tënk.
De 2018 a 2020, cubrirá grandes festivales para el diario Le Soleil (Dakar).
En el Festival de Cannes 2023, recibió el Premio de la Crítica Cinematográfica otorgado por el Centro de Cine Árabe.